# Anosia laratensis
Anosia laratensis är en fjärilsart som beskrevs av Butler 1883. Anosia laratensis ingår i släktet Anosia och familjen praktfjärilar. Inga underarter finns listade i Catalogue of Life.